# Reiffenhausen
Reiffenhausen is een dorp in de gemeente Friedland in het Landkreis Göttingen in Nedersaksen in Duitsland. Reiffenhausen ligt aan de Uerdinger Linie, in het traditionele gebied van het Nederduitse dialect Oostfaals. Reiffenhausen ligt tussen Lichtenhagen en Niedergandern.